# St Magnus Church (Tingwall)
St Magnus Church is de ruïne van een twaalfde-eeuwse kerk, gelegen in Tingwall op het Shetlandse Mainland (Schotland). De kerk werd in de achttiende eeuw afgebroken om plaats te maken voor de nieuwe parochiekerk Tingwall Kirk.

## Beschrijving
St Magnus Church werd gebouwd rond 1150 en was de eerste van de drie kerken in Shetland die een ronde toren hadden.
De kerk was het centrum van de parochie van Tingwall, waar de aartsdeken verblijf hield.
In 1788 werd de kerk afgebroken en werd de nieuwe parochiekerk Tingwall Kirk gebouwd. Enkel een deel van de kerk dat sinds de zeventiende eeuw in gebruik was als mausoleum voor de Mitchells van Westshore bleef bewaard. Westshore is een oudere naam voor Scalloway. In de twintigste eeuw werden een aantal zeventiende- en achttiende-eeuwse grafstenen, onder andere de grafsteen van Andrew Crawford, in dit mausoleum geplaatst om deze te beschermen. Het mausoleum is bedekt met een dikke laag turf, enkel de ingang is vrij.
St Magnus Church had een schip van 15 bij 5,5 meter, kansel en ronde toren van 18 of 20 meter hoog. De binnenzijde van de kerk was hiermee qua oppervlakte iets groter dan de St Magnus Church op Egilsay (Orkney).
De kerk was grotendeels opgetrokken in zandsteen.